# Reva Simeria
Reva Simeria este o companie care se ocupă cu construcția și repararea materialului rulant din România.
Bazele societății au fost puse în 1869 ca întreprindere de reparat locomotive cu abur și vagoane, odată cu construirea căilor ferate Arad–Alba Iulia și Simeria-Petroșani.
În anul 1992 a fost transformată în societate comercială pe acțiuni cu capital majoritar de stat.
Compania este controlată în proporție de 89,56% de către grupul Grampet al omului de afaceri Gruia Stoica.
Număr angajați:
| An       | 2009 | 2007 |
| -------- | ---- | ---- |
| angajați | 699  | 602  |

Rezultate financiare (milioane euro):
| Anul             | 2008 | 2007 |
| ---------------- | ---- | ---- |
| Cifra de afaceri | 12,1 | 9,6  |
| Profit net       | 0,2  | 0,2  |